# Staufensee
Staufensee är en konstgjord sjö (kraftverksdamm) i Österrike.   Den ligger i förbundslandet Vorarlberg, i den västra delen av landet, 500 km väster om huvudstaden Wien. Staufensee ligger 599 meter över havet.
Nära Staufensee finns ravinen Rappenlochschlucht.